# Géza Szüllő
Géza Szüllő (5. února 1872 Budapešť – 28. července 1957) byl československý politik a meziválečný poslanec Národního shromáždění za Zemskou křesťansko-socialistickou stranu (maďarská menšinová strana).

## Biografie
Narodil se v Budapešti. Vystudoval práva. Už jako mladý muž v roce 1901 byl zvolen do Uherského parlamentu, kde zastupoval až do roku 1918 katolickou Lidovou stranu (Néppárt). Po rozpadu Uherska přesídlil do Bratislavy. Od roku 1920 působil v zahraničí, kde bojoval za práva etnických Maďarů. Do Československa se vrátil roku 1925. Profesí byl statkářem. Dle údajů k roku 1935 bydlel v obci Báč (Bačfa) na jižním Slovensku.
Patřil k hlavním postavám křesťansko-socialistické strany, které v letech 1925–1932 i předsedal. Jeho nástup do čela strany byl odrazem vítězství křídla radikálněji naladěného proti Československu. Zatímco poražená menšina ve straně se chtěla orientovat na spolupráci s Československou stranou lidovou, Szüllő upřednostňoval alianci s Hlinkovou slovenskou ľudovou stranou s jednotícím požadavkem autonomie.
Po parlamentních volbách v roce 1925 se stal poslancem Národního shromáždění za Zemskou křesťansko-socialistickou stranu. Mandát obhájil v parlamentních volbách v roce 1929 a parlamentních volbách v roce 1935. V roce 1936 se Zemská křesťansko-socialistická strana sloučila do Sjednocené maďarské strany, do níž se zapojila i Maďarská národní strana. Poslanecké křeslo ztratil na podzim 1938 v souvislosti se změnami hranic Československa.
Po vídeňské arbitráži, kterou bylo roku 1938 jižní Slovensko přičleněno k Maďarsku, zasedal v maďarském senátu.